# خیرپور، کهردیر
خیرپور (به انگلیسی: Khairpur) یک روستا در پاکستان است که در ناحیه چکوال واقع شده‌است. خیرپور ۲٬۶۵۰ متر بالاتر از سطح دریا واقع شده‌است. نام قدیمی آن کهردیر است.